# Land Rover Forward Control

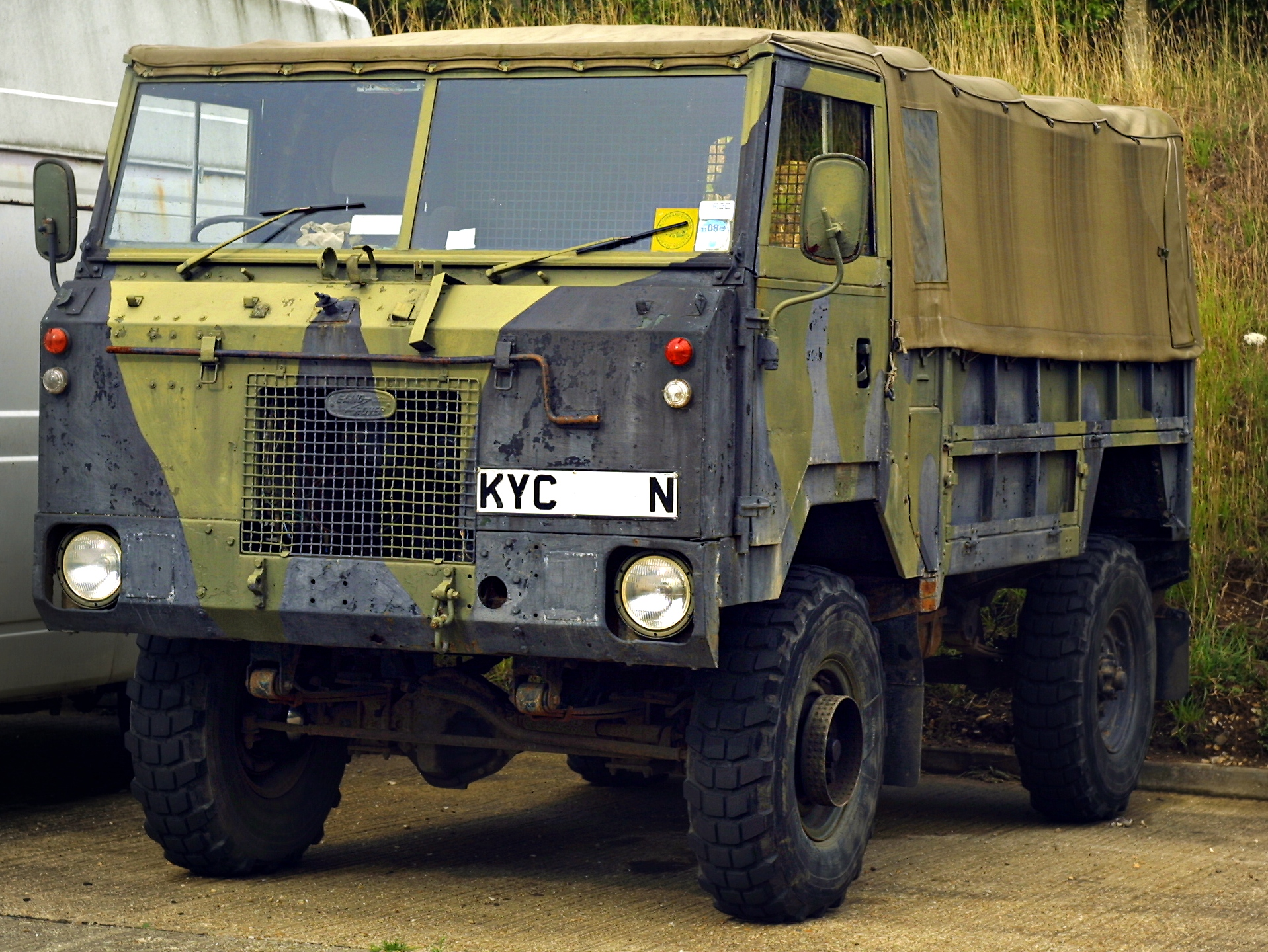
Land Rover Forward Control ab 1975

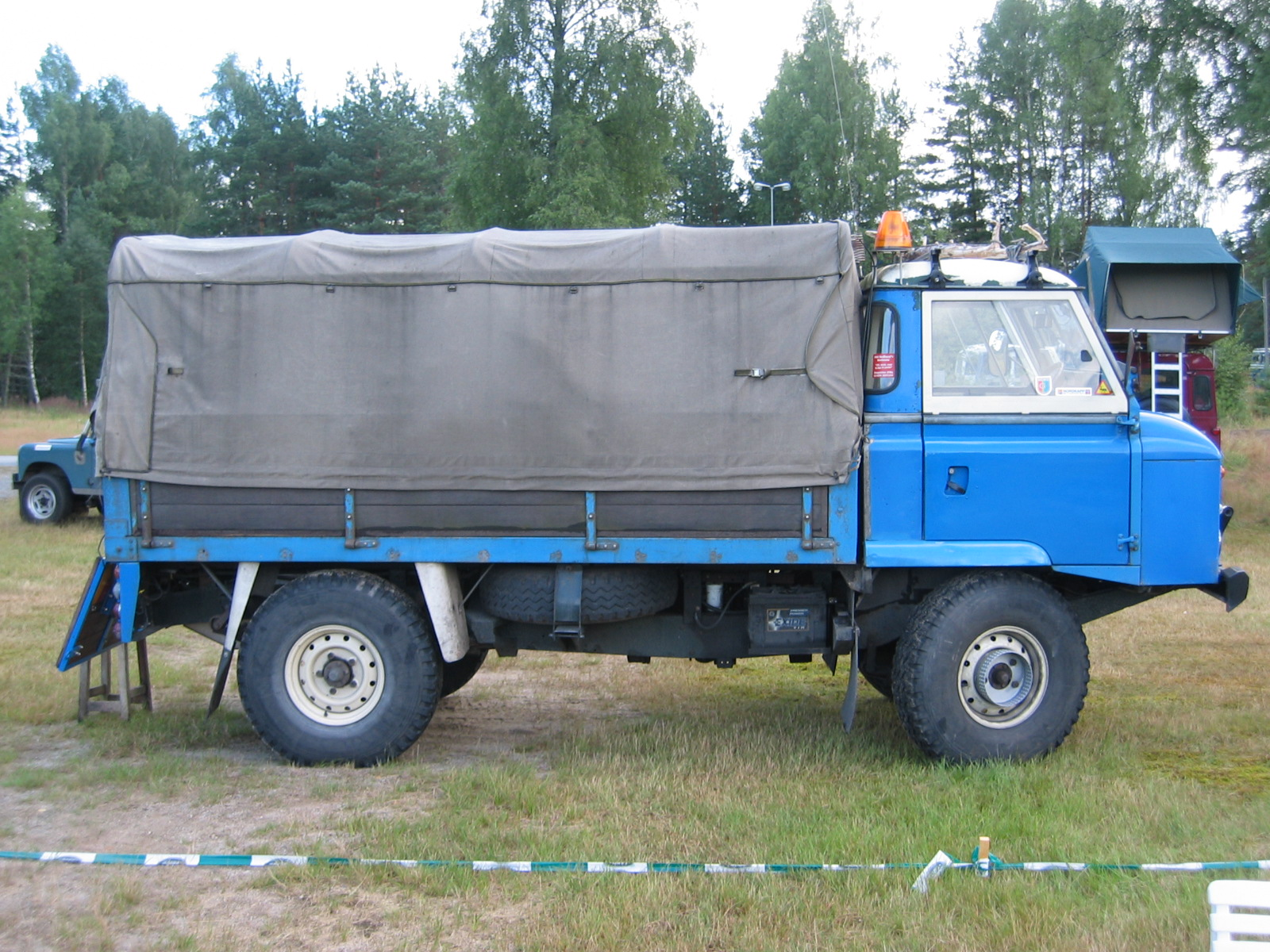
Land Rover FWC Serie IIB

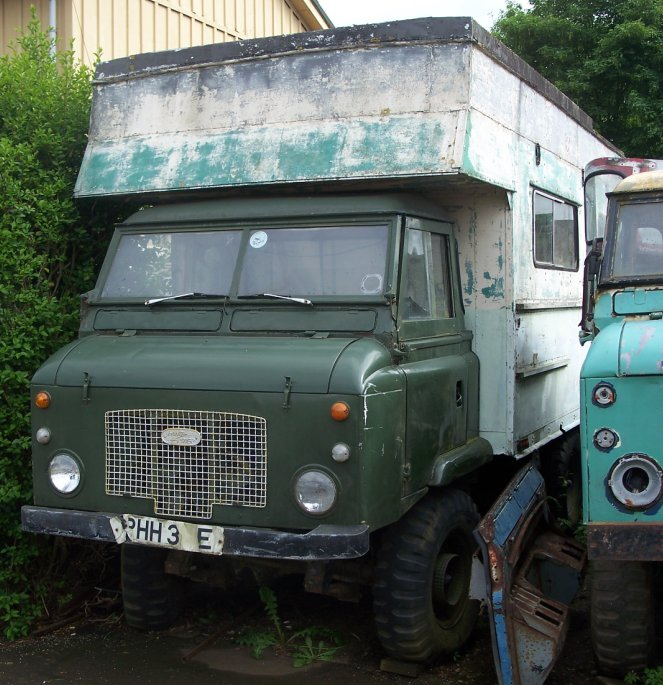
Land Rover FWC Serie IIB mit Wohnwagenaufbau

Die Land-Rover-Modelle Land Rover Forward Control (FWC) wurden auf Basis der Land-Rover-Series-II-Modelle für militärische und zivile Zwecke  gebaut. Sie zeichneten sich dadurch aus, dass Fahrersitz, Lenkung und Getriebe wie bei einem LKW zur Maximierung des Stauraumes nach vorne verlegt wurden.
Ab 1962 wurde die erste Serie als Landrover Serie II 109 FWC vertrieben, ab 1966 wurde basierend auf den Serie-II-A-Modellen die Serie IIB 110 mit einem auf 110 Zoll verlängerten Radstand gebaut. Mit dem Ende der Serie II 1971 wurde diese eingestellt.
Ab 1975 wurden, basierend auf dem Range Rover, die 101-Modelle für den militärischen Einsatz gefertigt; ein Prototyp namens Llama für zivile Nutzung wurde nicht weiter verfolgt.

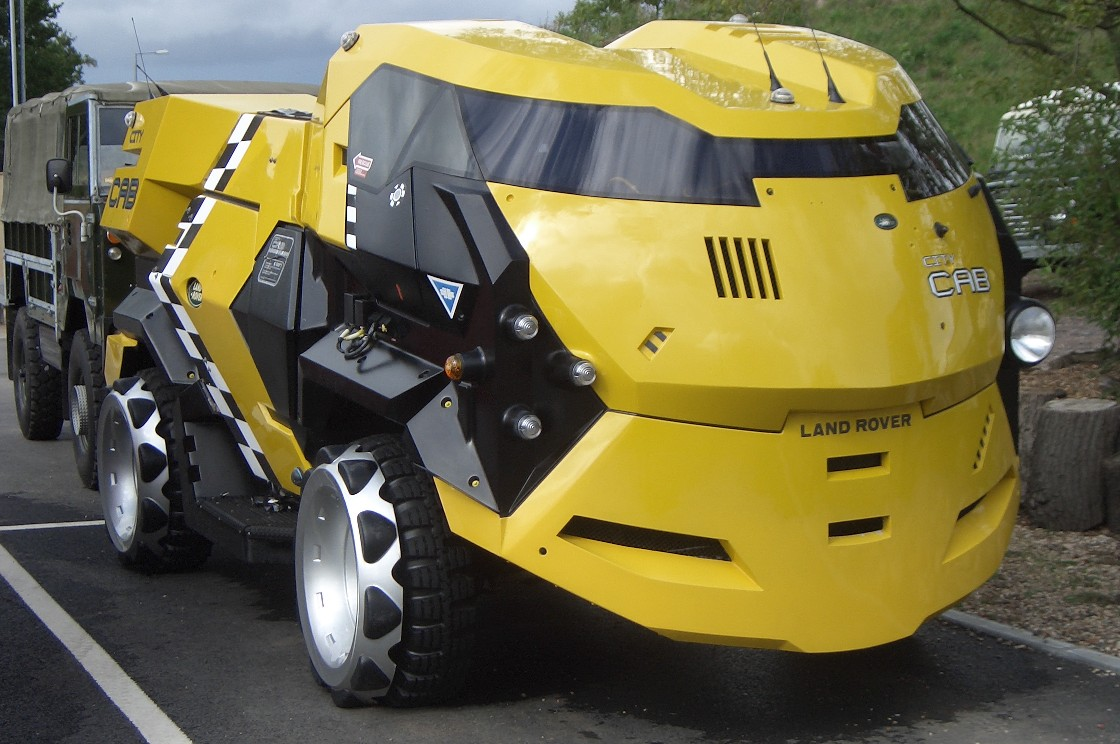
Judge-Dredd-Umbau eines FWC im Land-Rover-Werksmuseum in Gaydon/UK

Viele FWC-Fahrzeuge wurden nur als Fahrgestelle ausgeliefert, auf denen von verschiedenen Herstellern Sonderaufbauten realisiert wurden; z. B. basieren die Fahrzeuge der Judge-Dredd-Verfilmung auf einem FWC-Fahrgestell.
Als Motoren kamen die normalen 2,25-Liter-4-Zylinder und 2,6-Liter-6-Zylinder zum Einsatz.

## Kritik
Das Fahrzeug wird in Anbetracht seines Gewichts oft als untermotorisiert angesehen. Das Bremsverhalten wird durch die Kopflastigkeit des Aufbaus negativ beeinflusst, besonders bei leerem Fahrzeug. Der Verbrauch der Fahrzeuge bewegt sich bei minimal 20 Liter, im Geländeeinsatz sind es mehr als 40 Liter, was beim serienmäßig eingebauten 50-Liter-Tank die Reichweite massiv begrenzt.
Eine Geländegängigkeit des Fahrzeugs ist lediglich eingeschränkt gegeben, da die schwache Motorleistung selbst durch die enorme Bodenfreiheit und die 9.00-16-Bereifung nur teilweise ausgeglichen werden kann.